# Edwin Fredriksson
Per Edvin Fredriksson, född 20 juli 1894 i Anderslöv i Skåne, död 6 maj 1965 i Stockholm, var en svensk regissör, fotograf och filmtekniker.

## Regi
- 1926 – En sommarfilm utan namn

## Filmroller
- 1955 – Giftas